# Marcos Aguinis
Marcos Aguinis (Río Cuarto, Argentina, 13 de enero de 1935) es un médico neurocirujano, psicoanalista y escritor argentino. En 1963 apareció su primer libro y, desde entonces, ha publicado quince novelas, diecisiete libros de ensayos, cuatro libros de cuentos y dos biografías.
Ha escrito artículos en diarios y revistas de América Latina, Estados Unidos y Europa. Participa en seminarios y conferencias de la Fundación Libertad, organizada por Mario Vargas Llosa.

## Estudios y función pública
Estudió piano y fue concertista en algunas oportunidades. Posteriormente intentó la carrera de Psiquiatría, pasando luego a Medicina, dentro de la cual se especializó en Neurocirugía, área en la que ejerció durante años. También se recibió de psicólogo muchos años más tarde. Escribió El combate perpetuo, realizada en 1977.
Cuando se restableció la democracia en la Argentina en diciembre de 1983, Marcos Aguinis fue designado subsecretario y luego secretario de Cultura de la Nación; apoyó junto a otros intelectuales la “primavera cultural” a través del Centro de Participación Política. Por su obra fue nominado al Premio Educación para la Paz de la UNESCO.
Al respecto ha sido criticado por cobrar jubilación —calificada como "de privilegio"— por los once meses que ejerció como Secretario de Cultura. Además se ha afirmado que le pidieron la renuncia el 21 de enero de 1987 porque utilizaba los vehículos y los chóferes de la Secretaría de Cultura para las actividades personales de su esposa. Cobra jubilación desde 1989, cuando pasaba los cincuenta años, mientras la jubilación ordinaria no se otorga a hombres de menos de 65.

## Posiciones políticas
Fue uno de los fundadores del Grupo Aurora, creado para contrarrestar la constelación de intelectuales que conformó el espacio Carta Abierta. 
Gracias a sus vínculos con el almirante Massera ya convertido en dictador participaría activamente en el diario Convicción, matutino porteño que llegó a tirar 20 mil ejemplares diarios y hasta 40 mil en tiempos de la Guerra de Malvinas, que nace vinculado a la dictadura, la Marina y principalmente su jefe, Emilio Eduardo Massera, y que desde allí actuara como respaldo político a los planes de Massera, tanto el diario como varios de sus editores, Aguinis entre ellos, quedarían cuestionados por el desvío de fondos públicos que debían ser destinado a la alimentación de conscriptos en plena guerra para sostener dicho diario.
Aguinis fue colaborador de Ricardo López Murphy cuando éste se presentó como candidato a presidente en 2003.
En 2015 apoyó a Mauricio Macri en su candidatura a presidente de la Argentina. 
Al mismo tiempo expresó públicamente que "Cuando Jorge Rafael Videla asumió, en aquel momento, gran parte de la sociedad Argentina respiró casi aliviada. Recordemos el clima que había, la presidenta era Isabelita. Videla recibió a tres intelectuales: Ernesto Sabato, Jorge Luis Borges y Leonardo Castellani"  Esta descripción le valió críticas que lo sindican como simpatizante de la última dictadura cívico-militar que asoló a la Argentina a partir del 24 de marzo de ese año.
También llegó a considerar que las titulares de Abuelas de Plaza de Mayo y Madres de Plaza de Mayo, Estela de Carlotto y Hebe de Bonafini, «son dos mujeres despreciables». Aguinis dijo que “Hebe de Bonafini se mostró como una persona absolutamente despreciable” y que “debería ser enjuiciada”, en tanto que sobre Estela de Carlotto sentenció: “tengo una historia especial, son dos personas que dan vergüenza”.
También ha sido señalado por su islamofobia. En 2015 el Centro Islámico de la República Argentina (CIRA) denunció campaña de difamación y odio mediante tergiversaciones llevada a cabo por Marcos Aguinis en el diario La Nación y Federico Gaon de Infobae, expresando que "el escritor Marcos Aguinis, secundado hoy por el joven Sr. Gaon, hacen un nuevo y generoso aporte al odio y la discordia, oculto bajo el formato de un agudo análisis o una inocente nota de opinión, y que Marcos Aguinis y Federico Gaon no representan a nadie y viven a contramano de la sociedad argentina democrática, fraterna y pluralista. Con sus panfletos agresivos y difamatorios".

## Premios
Aguinis, ha recibido, entre otros, el Premio Planeta (España), el Premio Fernando Jeno (México), Premio Benemérito de la Cultura de la Academia de Artes y Ciencias de la Comunicación, Premio Nacional de Sociología, Premio Lobo de Mar, Premio Nacional de Literatura, Faja de Honor de la Sociedad Argentina de Escritores, Premio Swami Pranavananda, la Plaqueta de Plata Anual de la Agencia EFE por su contribución al fortalecimiento de la lengua y cultura iberoamericanas, el Premio Esteban Echeverría (Gente de Letras),[cita requerida] el Premio J. B. Alberdi. Le otorgaron el título de doctor honoris causa la Universidad del CEMA (2015), la Universidad de Tel Aviv (2002), la Universidad Hebrea de Jerusalén (2010) y la Universidad de San Luis (2000). En 1995 la Sociedad Argentina de Escritores le confirió el Gran Premio de Honor por la totalidad de su obra.

## Obras

### Cuentos
- Operativo Siesta (1977)
- Y la rama llena de frutos: todos los cuentos (1986)
- Importancia por contacto (1986)
- Todos los cuentos (1995)

### Biografías
- Maimónides, un sabio de avanzada (1963)
- El combate perpetuo (1981)

### Novelas
- Refugiados: crónica de un palestino (1969)
- La cruz invertida (1970)
- Cantata de los diablos (1972)
- La conspiración de los idiotas (1978)
- Profanación del amor (1978)
- La Gesta del Marrano (1991)
- La matriz del infierno (1997)
- Los iluminados (2000)
- Asalto al paraíso (2002)
- La pasión según Carmela (2008)
- Liova Corre hacia el Poder (2011)
- La furia de Evita (2013)
- Sabra (2014), en coautoria con Gustavo Perednik
- La Amante del Populismo (2022)

### Ensayos
- Carta esperanzada a un General: puente sobre el abismo (1983)
- El valor de escribir (1985)
- Un país de novela. Viaje hacia la mentalidad de los argentinos (1988)
- Memorias de una siembra: Utopía y práctica del PRONDEC (Programa Nacional de Democratización de la Cultura) (1990)
- Elogio de la culpa (1993)
- Nueva carta esperanzada a un General (1996)
- Diálogos sobre la Argentina y el fin del Milenio (junto a Monseñor Justo Laguna) (1996)
- Nuevos diálogos (junto a Monseñor Justo Laguna) (1998)
- El atroz encanto de ser argentinos (2001)
- El cochero (2001)
- Las dudas y las certezas (2001)
- Las redes del odio (2003)
- ¿Qué hacer? (2005)
- El atroz encanto de ser argentinos 2 (2007)
- ¡Pobre patria mía! (2009)
- El Elogio del Placer (2010)
- Incendio de Ideas (2017)

### Biografía
- La novela de mi vida (2016)

## Estudios críticos
- Ignacio López-Calvo: Religión y militarismo en la obra de Marcos Aguinis 1963-2000. New York: Edwin Mellen Press, 2002[26]
- La gesta literaria de Marcos Aguinis. Ensayos Críticos. Ed. Juana Alcira Arancibia. Costa Rica: Perro Azul, 1998